# Кривой эфир
«Кривой эфир» — пятый студийный альбом российского хип-хоп-исполнителя ATL, релиз которого состоялся 13 декабря 2019 года на лейбле Acidhouze. Альбом состоит из 15 треков, продюсером которых выступил Ripbeat.

## История
В декабре 2018 года битмейкер Smitbeat, ранее сотрудничавший с ATL, опубликовал серию негативных постов о музыканте в социальной сети Twitter. В них продюсер обвинил рэпера в недобросовестной работе с битмейкерами, продюсерами, тур-менеджерами и концертными директорами. После публикации постов Smitbeat выложил архив с неизданными песнями исполнителя, в числе которых, по словам ATL, находились четыре трека, которые должны были войти в состав альбома «про кривых и сумасшедших».
В августе 2019 года, во время своего выступления на фестивале «Booking Machine», ATL анонсировал альбом, заявив, что он выйдет в «ноябре-декабре».

### Синглы
Песня «Серпантин» была выпущена 13 сентября 2019 года в качестве ведущего сингла альбома. 29 января 2021 года, на официальном YouTube-канале ATL было опубликовано музыкальное видео для «Серпантина». Релиз второго сингла из альбома, «Чёрным снегом», состоялся 6 октября 2019 года, а месяцем позднее в свет вышел заключающий сингл альбома «Грустный диджей».

## Отзывы
Данила Головкин, рецензент интернет-издания InterMedia, назвал первые шесть треков альбома «несвойственными исполнителю неорганичными экспериментами», которых объединяют «чрезмерная агрессия, неожиданно-грязный звук и репрезентативные идеи текстов». Данила обратил внимание на «Мэджик пипл», в котором его «удивила» «карикатурно-рейвовая структурная дропа» и «частушечная» подача рэпера, не соответствующая его тембру. Песню «Чёрным снегом» рецензент назвал «хард-бассом с усложнённой структурой, ломающей хитовость», «Кто ты есть» — «странным граймом», в котором присутствуют наставления молодым поколениям, похожие на «дедовщину», а «Душегуба» — «самым банальным дип-хаусом». В композиции «Манекен» Данила заметил «проскакивающие нотки Кровостока». Также обозреватель указал на возвращение «странных текстов, монотонного гипнотического флоу и мрачных хип-хоп-аранжировок» в треках, начиная со «Звёздного лорда».

## Список композиций
| №                   | Название              | Длительность |
| ------------------- | --------------------- | ------------ |
| 1.                  | «Кривой Эфир»         | 1:22         |
| 2.                  | «Мэджик пипл»         | 3:34         |
| 3.                  | «Кто Ты есть»         | 2:29         |
| 4.                  | «Манекен»             | 3:08         |
| 5.                  | «Чёрным Снегом»       | 3:48         |
| 6.                  | «Серпантин»           | 2:51         |
| 7.                  | «Звёздный Лорд»       | 3:34         |
| 8.                  | «Волчья ягода»        | 3:11         |
| 9.                  | «Душегуб»             | 3:28         |
| 10.                 | «Всего лишь мертвецы» | 3:02         |
| 11.                 | «Грустный диджей»     | 3:54         |
| 12.                 | «Спиннинг»            | 3:23         |
| 13.                 | «Под небом салатовым» | 3:07         |
| 14.                 | «Солнышко»            | 3:34         |
| 15.                 | «Диссонанс»           | 3:40         |
| Общая длительность: | Общая длительность:   | 48:05        |

## Чарты
| Чарт (2019)          | Высшая позиция |
| -------------------- | -------------- |
| Россия (Apple Music) | 1              |
| Россия (Google Play) | 2              |